# Ударник (Воронежская область)
Уда́рник — село в Бутурлиновском районе Воронежской области.
Входит в состав Чулокского сельского поселения.

## Население
| 2010 |
| ---- |
| 490  |

## Улицы
| - ул. Дружбы, - ул. Зои Космодемьянской, - ул. Космонавтов, - ул. Ленина, - ул. Малый Кавказ, | - ул. Мира, - ул. Набережная, - ул. Новая, - ул. Сергея Тюленина, - ул. Транспортная. |